# Baló Júlia
Baló Júlia (Budapest, 1952. április 17. –) író, újságíró, forgatókönyvíró, műsorvezető, riporter. Baló György televíziós újságíró húga.

## Életpályája
1970 és 1975 között az Eötvös Loránd Tudományegyetem Bölcsészettudományi Kar Angol–Amerikai Intézet (ELTE-BTK) angol és amerikai irodalom szakán, valamint 1975 és 1976 között a MÚOSZ média és újságíró szakán tanult.
15 éven keresztül a Film Színház Muzsika című magazin szerkesztőségi főmunkatársa, később más magazinok főmunkatársa, rovatvezetője volt. Ezzel párhuzamosan 1976-tól a Magyar Televíziónak készített interjúfilmeket, majd önálló tv-sorozatokat (Hollywoodi interjúk, Sztárportrék, Forgatás közben, Színház, Púder, Duett, Éjszakai telefon, Interjú, Piknik, Nyugtató).
Magyar és külföldi világsztárokkal, művészekkel készített mélyinterjúkat. 1976-ban neki adta élete utolsó interjúját Latinovits Zoltán. Világsztár portré-interjúfilmjeiben csaknem 200 interjúalany szerepelt, köztük olyan művészkiválóságok mint Richard Burton, Rudolf Nurejev, Omar Sharif, Anthony Perkins, Michael York, Maximilian Schell, Arnold Schwarzenegger, David Hemmings, Treat Williams, Max von Sydow, Liv Ullmann, Erland Josephson, Marcello Mastroianni, Michelangelo Antonioni, Gregory Peck, Jack Lemmon, Robert Duvall, Neil Simon, Julia Migenes, Sylvester Stallone és Richard Gere.

## Könyvei

### Interjúkötetei
- Forgatás közben. Harminc beszélgetés filmről, világról, hangulatokról; Múzsák–Mafilm, Budapest, 1983
- Sztárinterjúk forgatás közben (1988)
- Hollywoodi interjúk és európai legendák (1994)
- Interjúk világsztárokkal (2001)

### További kötetei
- Rejtély (2000)
- Harcos szerzetes. Kelet bölcsessége és harcművészete a szívünkben; Alexandra, Pécs, 2004
- Púder. Kis lélekerősítővel a mindennapokhoz (2008)
- Az utolsó interjú Latinovits Zoltánnal (2008)
- Tigrismester – Wang Deqing-Shi Xing Hong (2012)
- Tigrismester – A kínai randevú (2014)

## CD
- 2007: Brumi Mackóvárosban (hangos mesekönyv, dupla CD)[4]
- 2008: Az utolsó interjú Latinovits Zoltánnal

## Filmszerepek
- Az alkimista és a szűz (1999)
- Ez van, Azarel! (1995)
- Jézus Krisztus horoszkópja (1989) – riporter
- Némafilm (1982)